# Chlorophoneus
Chlorophoneus är ett släkte med fåglar i familjen busktörnskator inom ordningen tättingar. Släktet omfattar sex arter som förekommer i Afrika söder om Sahara:
- Vitpannad busktörnskata (C. bocagei)
- Orangebröstad busktörnskata (C. sulfureopectus)
- Olivbusktörnskata (C. olivaceus)
- Mångfärgad busktörnskata (C. multicolor)
- Svartpannad busktörnskata (C. nigrifrons)
- Kupebusktörnskata (C. kupeensis)